# Статуя на София
Статуята на София е 24-метров монумент, посветен на град София, поставен в чест на настъпването на второто хилядолетие. Намира се в София, столицата на България.

## Място
Монументът е издигнат при мястото, където в античността е била главната западна порта на града, през която на 9 април 809 г. – Великден, стануващият в района на днешните квартали Надежда и Връбница с българската обсадна войска хан Крум, най-вероятно е влязъл в предадения му от жителите град. По-късно тук е средновековната църква Свети Спас, където е обесен от турците и погребан от софиянци Киро Геошев, един от 4-мата софийски книжари, дали живота си за освобождението на България от османска власт, през Възраждането преустроена и станала след катедралите Света Неделя и Света София третата най-голяма църква в града. Англо-американските бомбардировки на София унищожават този православен храм заедно с намиращите се наблизо барокова католическа катедрала Св. Йосиф и тежко пострадалата Софийска синагога, една от най-големите в Европа. През комунистическия режим на мястото, където днес е монументът, е издигнат паметникът на комунистическия вожд и идеолог Владимир Ленин, премахнат в 1991 г. от посткомунистическата власт.

## Описание
Автори на монумента са скулпторът Георги Чапкънов и арх. Станислав Константинов. Постаментът е облицован с тъмен гранит и е съставен от призматична база (вис. 4 m), върху която стои 12-метров призматичен, ъглово ориентиран стоманобетонен пилон. Статуята с височина 8,08 m гледа на изток, към пл. „Независимост“, където се намират сградите на хотел „Балкан“, Министерския съвет и втората сграда на Народното събрание (бивш Партиен дом). 
Статуята на София е алегорична, представена като властна езическа богиня, със символите на славата и мъдростта и носеща короната на Тюхе – древногръцката богиня на съдбата. Фигурата в дясната си ръка държи триумфален лавров венец, а в юмрука на изпънатата си лява ръка стиска няколко антични монети. На левия ѝ лакът е кацнала висока 1,10 m сова – символ на мъдростта и познанието, в унисон със значението на думата „софия“. Фигурата е с характерна прическа, в духа на античните статуи, и е отлята с еротично женствени форми, очертаващи се под тънката драперия на хитона ѝ, главата ѝ е увенчана с корона от стилизиран крепостен зид с царски пандантиви. Фигурата тежи около 5 т, като е съставена от 160 части, излети, транспортирани и сглобени на място от автора и екипа му само за два дни – от нощта на 25 срещу 26 до 27 декември 2000 г. включително. Изработена е за 9 месеца. Отлята е в леарните на СБХ в Илиянци.
Първоначално е изцяло патинирана с червено-медна патина на косата, хитона и декоративните фигури на совата и венеца и тъмнографитна на наметката, а лицето, короната и отритите части тялото – стандартна зелена патина. Впоследствие, в 2001 г., с тънко златно фолио (варак) – проба 23,75 Au са позлатени лицето, короната, ръцете и пръстите на краката, а червеният, графитеният и зеленият колорит изчезват и статуята остава с хомогенна тъмна патина. Тъй като тя няма изпълнени в материал очи, а прорези в метала, с това образът ѝ получава характерния дистанциран израз на антична златна маска. Стойността на монумента първоначално е 188 000 $, а с позлатяването, благоустройството на прилежащата площ и пр. към 2001 г. надхвърля незначително сумата от 200 000 $, които са изцяло платени от Столична община.

## История
Инициативата за монумента е на тогавашния кмет на столицата Стефан Софиянски от 1998 г. Обект на дискусии е как без конкурс е станал изборът на скулптор, архитект и строител на такъв ключов като символ и значителен като финансиране монумент, изборът и определянето на неговия образ и модел и дали въобще е одобряван в този си вид от общинския съвет. Поставянето му е гласувано от Столичен общински съвет на 17 септември – Празника на София.
По първоначален план статуята трябва да е на „Света София“. Град София носи името на късноантичната раннохристиянска съборна църква на града - базиликата „Св. София - Премъдрост Божия“, като Св. София (на гръцки Ἁγία Σοφία, на латински: Sancta Sophia) означава „Светата Премъдрост Божия“ (едно от имената на младия Исус Христос). Празникът на града обаче е на 17 септември, когато Православната църква отбелязва Светите мъченици София, Вяра, Надежда и Любов. Датата е определена и за Празник на София с решение на Столичния общински съвет от 25 март 1992 г.
След като фигурата става ясна в настоящия ѝ вид (езическа алегория на християнската светица), православни християни са възмутени и я определят като „кощунство“, Българската православна църква силно възнегодува да бъде свързвана с коя да е светица, защото фактически е еклектичен образ на нехристиянска богиня, допълнена с повече езически елементи, отколкото християнски. Големи дрязги предизвикват и монетите, които тя полуприкрито стиска, и голямата нощна сова с разперени криле, кацнала на едната ръка на „София“. Всъщност под „божия премъдрост“ християнската традиция разбира бога-слово, логоса, това не е жена, а самият Исус Христос.
В разрез с общинското решение фигурата да е на „Света София“, самият автор потвърждава, че неговата София няма общо с християнството, заявявайки: „Този монумент принадлежи на София, а не на християнската църква. Символът е за всички столичани, независимо дали са мюсюлмани, евреи, будисти или с друга вяра.“ 
Появяват се твъдения, че главата на статуята е завоалиран портрет на съпругата на кмета Алиса Софиянска, а според други – по сравнителен признак – на една от дъщерите му, че фигурата, която е безспорно езическа, е на богинята на нощта и мрака Лилит (чийто неотменен символ и спътник е совата), богиня демон, жена на Сатаната, на Инана-Ищар, асоциирана със сексуалността и „свещената проституция“, наричана куртизанка на боговете“, с женски образ на Мамон, с фараоновата Изис (Изида), Кибела и Хеката, с Тюхе, божество на съдбата и покровителката на хазарта, с масонска символика. Критика носи и фактът, че е обърната с гръб на запад, откъдето идва главният транспортен поток.
Статуята на София е официално открита на 28 декември 2000 г. от кмета Софиянски в присъствието на финансовия министър Муравей Радев, министъра на здравеопазването Илко Семерджиев, социалния министър Иван Нейков, видни депутати от СДС, политици и медии.